# Terra Nova River
Terra Nova River är ett vattendrag i Kanada.   Det ligger i provinsen Newfoundland och Labrador, i den östra delen av landet, 1 700 km öster om huvudstaden Ottawa.
I omgivningarna runt Terra Nova River växer i huvudsak blandskog. Runt Terra Nova River är det mycket glesbefolkat, med 2 invånare per kvadratkilometer.